# Jigawa
Jigawa è uno dei 36 stati della Nigeria, situato nel centro-nord della Nigeria con capitale Dutse. È topograficamente caratterizzato da lande ondulate con dune sabbiose di varie estensioni che occupano buona parte della superficie dello Stato. I principali fiumi sono l'Hadejia, il Kafin Hausa e l'Iggi. L'Hadejia e il Kafin Hausa attraversano lo Stato da ovest a est nelle regioni umide di Hadejia-Nguru e terminano nel bacino del lago Chad.

## Suddivisioni
Lo stato di Jigawa è suddiviso in ventisette aree a governo locale (local government area):
- Auyo
- Babura
- Biriniwa
- Birnin Kudu
- Buji
- Dutse
- Gagarawa
- Garki
- Gumel
- Guri
- Gwaram
- Gwiwa
- Hadejia
- Jahun
- Kafin Hausa
- Kaugama
- Kazaure
- Kiri Kasama
- Kiyawa
- Maigatari
- Malam Madori
- Miga
- Ringim
- Roni
- Sule Tankarkar
- Taura
- Yankwashi